# Tateyama (Chiba)
Tateyama (jap. 館山市, -shi) ist eine Stadt der Präfektur Chiba im Osten von Honshū, der Hauptinsel von Japan.

## Geographie
Die Stadt liegt südöstlich von Tokio auf der Bōsō-Halbinsel an der Bucht von Tokio.

## Verkehr
- Straße:
  - Tateyama-Autobahn
  - Nationalstraße 127, 128, 410, 465
- Zug:
  - JR Uchibō-Linie

- Luftverkehr
  - Hier befindet sich der (Militär-)Flugplatz Tateyama Kōkū Kichi

## Sehenswürdigkeiten
- Burg Tateyama (館山城, Tateyama-jō)

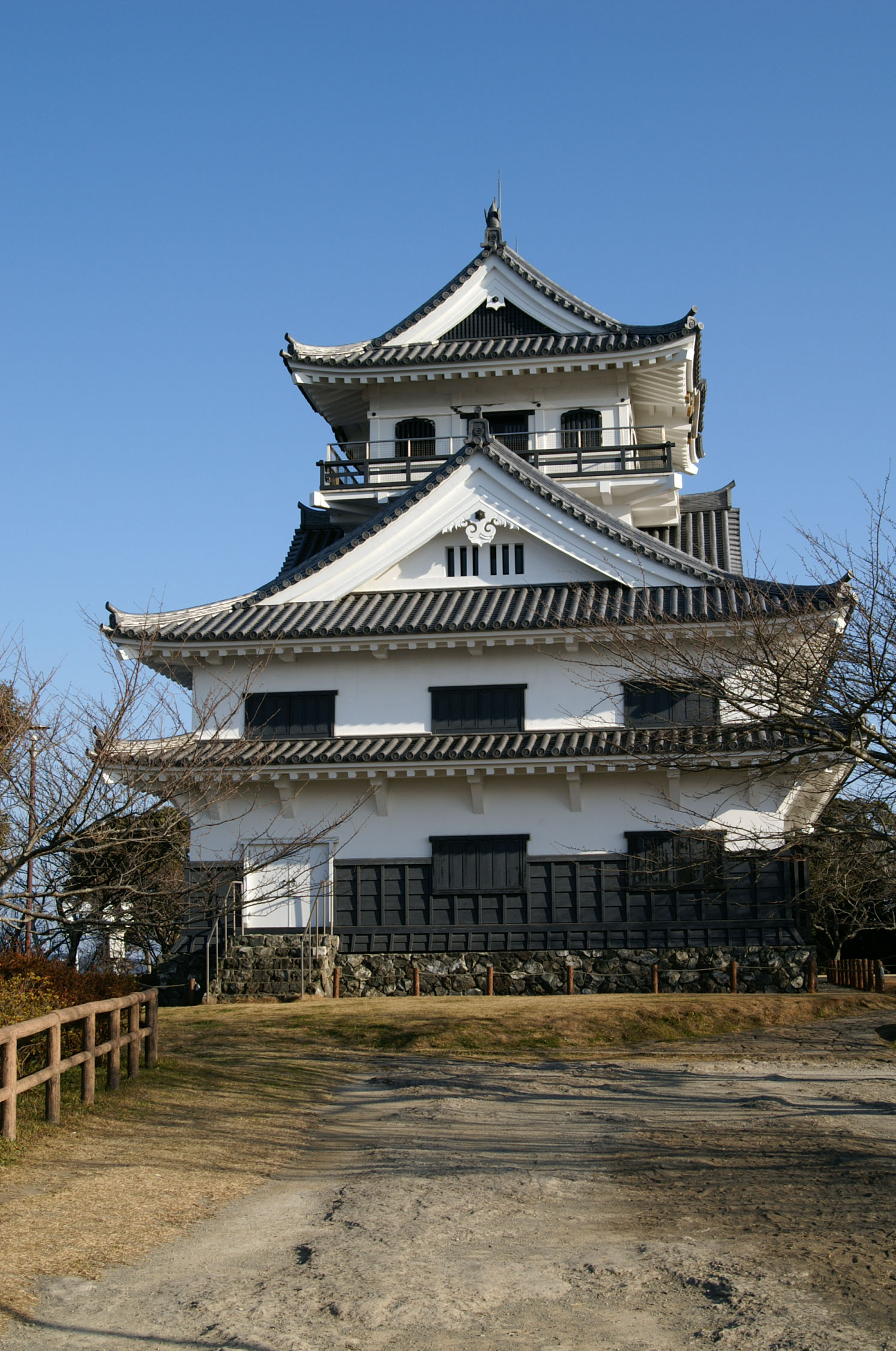
Burg Tateyama

- Nago-ji, der 33. der 33 Tempel der Kantō-Region.

## Angrenzende Städte und Gemeinden
- Minamibōsō

## Söhne und Töchter der Stadt
- Junko Shimada (* 1941), Mode-Designerin
- Toshimitsu Deyama (* 1965) und Yoshiki Hayashi (* 1965) (Gründer der Band X Japan)